# Discoglypha
Discoglypha là một chi bướm đêm thuộc họ Geometridae.